# Euphorbia strigosa
Euphorbia strigosa är en törelväxtart som beskrevs av William Jackson Hooker och George Arnott Walker Arnott. Euphorbia strigosa ingår i släktet törlar, och familjen törelväxter. Inga underarter finns listade i Catalogue of Life.